# 仙台臨海鉄道仙台埠頭線
仙台埠頭線（せんだいふとうせん）は、宮城県仙台市宮城野区の仙台港駅から同区の仙台埠頭駅までを結ぶ仙台臨海鉄道の鉄道路線である。

## 路線データ
- 管轄（事業種別）：仙台臨海鉄道（第一種鉄道事業者）
- 路線距離（営業キロ）：仙台港駅 - 仙台埠頭駅 間 1.6km
- 軌間：1067mm
- 駅数：2駅（起終点駅を含む）
- 複線区間：なし（全線単線）
- 電化区間：なし（全線非電化）
- 閉塞方式：スタフ閉塞式
- 最高速度：30km/h[1]

## 運行形態
1日1往復のレール輸送列車が設定されている。仙台港駅で別の列車に中継され、陸前山王駅で東日本旅客鉄道（JR東日本）に引き渡され、東北地方の各地へ輸送される。

## 歴史
- 1975年（昭和50年）9月1日 - 開業[2]。
- 2018年（平成30年）9月14日 - 26日 - クルーズ客船「飛鳥II」の仙台港寄港に伴い、「みのり」で仙台埠頭駅 - JR東日本松島駅間に団体臨時列車としてアクセス列車を運行[3]。「飛鳥II」の乗船予定客のうちオプションツアーに申し込んだ客のみが対象[4]。なお、旅客営業の事業主体はJR東日本であり、9月3日から27日までの期間について第二種鉄道事業者の許可を受けて運行した[5]。

## 駅一覧
括弧内は起点からの営業キロ。
仙台港駅 (0.0km) - 仙台埠頭駅 (1.6km)

## 接続路線
- 仙台港駅：仙台臨海鉄道臨海本線・仙台西港線